# Dombeya decanthera
Dombeya decanthera är en malvaväxtart. Dombeya decanthera ingår i släktet Dombeya och familjen malvaväxter.

## Underarter
Arten delas in i följande underarter:
- D. d. decanthera
- D. d. meridionalis
- D. d. bojeriana